# Kručov
Kručov est un village de Slovaquie situé dans la région de Prešov.

## Histoire
Première mention écrite du village en 1390.

## Démographie

### Évolution de la population
| Année:               | 1994. | 2004.   | 2014.   | 2024.   |
| -------------------- | ----- | ------- | ------- | ------- |
| Nombre de personnes: | 249   | 234     | 218     | 202     |
| Différence:          |       | -6,02 % | -6,83 % | -7,33 % |

| Année:               | 2023. | 2024.   |
| -------------------- | ----- | ------- |
| Nombre de personnes: | 201   | 202     |
| Différence:          |       | +0,49 % |